# Move On (1917)
Move On ist ein US-amerikanischer Slapstickfilm mit Harold Lloyd aus dem Jahr 1917. Regie führten Billy Gilbert und Gilbert Pratt. Der Film wurde von Rolin Films (=Hal Roach) produziert und durch Pathé veröffentlicht. Eine Kopie des Films befindet sich im Museum of Modern Art. Im Jahr 2002 wurde der Film durch die Firma Grapevine Video erneut veröffentlicht.

## Handlung
Der Straßenpolizist Chester Fields verliebt sich während seines Patrouillenganges in die Haushaltshilfe seines Sergeanten. Da sich dieser ebenfalls in seine Haushaltshilfe verliebt hat, bringt er ihr einige Blumen mit und zieht fröhlich von dannen. Während des ersten Flirtversuchs von Chester verschwindet das Baby, auf das die Haushaltshilfe aufpassen soll. Als er den Wagen findet, hat sich ein Gauner in den Kinderwagen gelegt.
Als Chesters Sergeant das Baby findet und zurückbringen möchte, verscheucht er Chester und bringt sie nach Hause. Dort besucht sie Chester wieder und versucht ihr Herz zu gewinnen, bis der Sergeant schließlich auftaucht und ihn wieder verjagt.